# Valentin Ceaușescu
Valentin Ceaușescu (Bukarest, 1948. február 17. –) román fizikus, matematikus, Nicolae Ceaușescu és Elena Ceaușescu, román diktátorházaspár első gyermeke, az utolsó a Ceaușescu családból, aki még életben van.

## Élete
Iskoláit Romániában végezte, a Bukaresti Egyetem hallgatója volt, majd 3 évig az Imperial London College-ben tanult, matematikusi és fizikusi végzettséget is szerezve. Testvéreivel ellentétben nem vett részt a politikában, és atomfizikusként dolgozott az Atomfizikai Intézetben 1970-től egészen napjainkig. Még ugyanebben az évben feleségül vette Iordana Borilăt, aki Petre Borilă kommunista vezető lánya volt. Tőle egy gyermeke született 1981-ben, Daniel Valentin. Házasságukat szülei ellenezték, majd feleségét és fiát száműzték Kanadába. Az 1980-as években részt vett az 1986-ban BEK-et nyert FC Steaua București focicsapat irányításában. A Román Kommunista Párt XIV. kongresszusán a központi bizottság tagjává választották. Az 1989-es romániai forradalomban nem vett részt, szülei kivégzéséről is csak a televízióból értesült. Ezután letartóztatták, és kilenc hónapig börtönben ült. Szabadulása után folytatta tudományos munkáját a kutatóintézetben. Egy 2008-ban adott nyilatkozata szerint apját félrevezették bizalmi emberei, amikor 1989-ben kitört a forradalom. Egyébként sem tartotta igazi szüleinek a néhai diktátorpárt, érzése szerint már korábban meg kellett volna halniuk. Nagy port vert fel 2009-ben, mikor is visszakövetelte az elkobzott festményeit, amiben a bíróság neki adott igazat.